# Корочкин, Виктор Викторович
Виктор Викторович Корочкин (23 февраля 1965 — 7 января 2020) — советский регбист, российский регбийный тренер, начальник юношеских сборных России.

## Биография

### Игровая карьера
Сын известного советского регбиста, регбийного тренера и судьи Виктора Сергеевича Корочкина-Левицкого, основателя спортивной регбийной школы олимпийского резерва № 103 в Южном Тушино и тренера её команды. Окончил школу № 155 в 1982 году. Воспитанник школы московского клуба «Слава» (ныне Слава-ЦСП), выступал за команды «Слава» и «ВВА имени Гагарина» в чемпионате СССР. Бронзовый призёр чемпионата СССР 1983 года в составе «Славы», чемпион СССР 1985 года в составе ВВА. Корочкин-младший играл за юниорскую, молодёжную и вторую сборные СССР, а в 1984 году числился в составе сборной СССР на этапе чемпионата Европы 1983/1984 в Польше (итоговое 4-е место на турнире).

### Тренерская карьера
После завершения игровой карьеры Корочкин стал спортивным функционером и возглавлял долгое время юношеские сборные России по регби в должности начальника команды, будучи также главным менеджером по развитию детского регби при Федерации регби России. Активно сотрудничал с тренерским штабом основной сборной России (Лином Джонсом и Джошем Таумалоло).